# Janne Kolling
Janne Kolling (Aarhus, 12 de julho de 1968) é uma handebolista profissional dinamarquesa, bicampeã olímpica.
Janne Kolling fez parte dos elencos medalha de ouro, de Atlanta 1996 e Sydney 2000.